# Gare de Saint-Cergue Les Cheseaux
La gare de Saint-Cergue Les Cheseaux est une gare ferroviaire située sur le territoire de la commune suisse de Saint-Cergue, dans le canton de Vaud.

## Situation ferroviaire
La gare de Saint-Cergue Les Cheseaux se situe en forêt entre les gares de Saint-Cergue Les Pralies et de Saint-Cergue.